# جهان‌بیگ‌لی
جهان‌بیگ‌لی (به ترکی استانبولی: Cihanbeyli) شهری است در کشور ترکیه که در استان قونیه واقع شده‌است. جمعیت این شهر بر اساس سرشماری سال ۲۰۰۸ میلادی ۱۵٬۱۹۲ نفر و بر اساس برآوردهای سال ۲۰۰۹ میلادی ۱۵٬۱۹۲ نفر می‌باشد.